# Rute, Podklošter
Rute (nemško Greuth) je naselje v Občini Podklošter v Okraju Beljak-dežela na Koroškem v Avstriji.